# Дейвид Уайз
Дейвид Уайз (на английски: David Wise) е американски скиор свободен стил. Роден на 20 юни 1990 г. в Рино, Невада.
Двукратен олимпийски шампион на зимните олимпийски игри в 2014 Сочи и Пьонгчанг през 2018 г.. Първият победител в халфпайпа в историята на Олимпийските игри.
Започва кариерата си през 2004 година.

## Успехи
Олимпийски игри:
- Шампион (2): 2014 и 2018

Световно първенство:
- Шампион (1): 2013

Екстремни игри:
- Шампион (3): 2012, 2013 и 2014

## Участия в зимни олимпийски игри
| Олимпийски игри            | Място     | Държава    | дисциплина | класиране |
| -------------------------- | --------- | ---------- | ---------- | --------- |
| Зимни олимпийски игри 2014 | Сочи      | Русия      | халфпайп   | Злато     |
| Зимни олимпийски игри 2018 | Пьонгчанг | Южна Корея | халфпайп   | Злато     |